# Lillsjön (Ringarums socken, Östergötland, 646102-154570)
Lillsjön är en sjö i Valdemarsviks kommun i Östergötland och ingår i Söderköpingsån-Vindåns kustområde.